# Volo LOT Polish Airlines 703
Il volo LOT Polish Airlines 703 era un volo precipitato circa 1 chilometro (0,62 miglia) a nord della stazione ferroviaria di Rogóźno il 2 novembre 1988. Nell'incidente rimase uccisa una persona, mentre molte rimasero gravemente ferite.

## Il volo
L'aereo, un Antonov An-24W, registrato come SP-LTD e denominato "Dunajec", decollò dall'aeroporto di Okęcie, Varsavia, per effettuare il volo regionale 703 con destinazione l'aeroporto di Rzeszów-Jasionka. Aveva a bordo 25 passeggeri (tra cui il famoso presentatore radiofonico Tomasz Beksiński) e quattro membri dell'equipaggio. Il capitano era Kazimierz Rożek (con 30 anni di esperienza), mentre Waldemar Wolski ricopriva il ruolo di copilota. L'emergenza iniziò circa due minuti prima dell'atterraggio previsto, alle 10:25, quando l'aereo stava volando verso est in direzione della pista 27. Secondo i funzionari i piloti accesero il sistema antighiaccio troppo tardi e, durante l'avvicinamento, entrambi i motori si spensero immediatamente a causa del congelamento delle prese del motore. Subito dopo, Rożek e Wolski, sapendo che non avrebbero raggiunto l'aeroporto in tempo, si prepararono ad un atterraggio d'emergenza, conclusosi in una radura.

## Lo schianto e l'evacuazione
L'aereo atterrò su una radura ad alta velocità. Sorvolò un canale di scolo prima di schiantarsi poco più avanti. Al momento dell'atterraggio di fortuna, una persona – una donna di 69 anni di Rzeszów – rimase uccisa. Entro pochi secondi dall'incidente, due assistenti di volo e due ufficiali della milizia evacuarono tutti i passeggeri dall'aereo, che prese subito fuoco.

## Conseguenze
L'atterraggio di fortuna è stato finora l'ultimo incidente aereo mortale nell'aviazione commerciale polacca. È stato uno dei motivi principali per cui LOT Polish Airlines rimosse tutti gli An-24 ancora in servizio (questo particolare aereo aveva 22 anni) e li sostituì con i modelli ATR 42 e ATR 72.